# Pou de la Vila (Bellaguarda)
El Pou de la Vila és una obra del municipi de Bellaguarda (Garrigues) protegida com a bé cultural d'interès local.

## Descripció
Pou que resta amagat per una construcció de pedra que s'aixeca formant un quadrat tancat. A banda i banda d'aquesta base es col·loquen les pedres que constituiran l'arc superior, apuntat, fet de carreus regulars i emmarcat dins d'un espai arquitectònic amb remat superior pla, que el fa semblant a una portada.

## Història
L'any 1912 s'ampliaren les utilitzacions del pou amb la construcció d'unes mines i d'un molí de vent.